# Frédéric Mitterrand
Frédéric Mitterrand (ur. 21 sierpnia 1947 w Paryżu, zm. 21 marca 2024) – francuski filmowiec, od 2009 do 2012 minister kultury i komunikacji w rządzie François Fillona.

## Życiorys
Syn Roberta Mitterranda, brata François Mitterranda, socjalistycznego prezydenta Francji. Ukończył historię i geografię na Université de Paris X, został też absolwentem Instytutu Nauk Politycznych w Paryżu. Od połowy lat 90. posiadał również obywatelstwo tunezyjskie.
W swojej karierze zawodowej pracował jako aktor filmowy i telewizyjny (debiutując w 1960 jako Frédéric Robert), scenarzysta, producent. Wyreżyserował m.in. film Madame Butterfly z 1995. Od lat 80. prowadził w różnych stacjach liczne programy telewizyjne. Współpracował z TV5, a później także z pierwszym francuskim gejowskim kanałem Pink TV (sam ujawnił się jako gej). Od lat 70. działał na rzecz praw mniejszości seksualnych.
W latach 90. przystąpił do centrolewicowego Ruchu Radykałów Lewicy, ugrupowania współpracującego z Partią Socjalistyczną. Dwa lata później poparł jednak kandydaturę Jacques’a Chiraca w wyborach prezydenckich, mających wyłonić następcę jego wuja.
W 2008 prezydent Nicolas Sarkozy powierzył mu stanowisko dyrektora Académie de France à Rome. 23 czerwca 2009 przyjął propozycję wejścia do tworzonego przez centroprawicową Unię na rzecz Ruchu Ludowego i jej koalicjantów rządu. W gabinecie François Fillona został ministrem kultury i komunikacji. Ponownie powołany na tę funkcję w trzecim gabinecie François Fillona. Realizując wytyczne prezydenta Nicolasa Sarkozy’ego, rozpoczął konsultacje w sprawie utworzenia Domu Historii Francji. Zakończył urzędowanie 15 maja 2012.